# 注文
注文（ちゅうもん/しるしぶみ）とは、日本の古文書のひとつ。
人名や物品の種類・数量を一つ書き形式で記したもの。

## 概要
主に依頼を受けて物事を調査する際に控えもしくは明細などの副進文書として作成されるもので、注進状と違い正式に提出されることを前提にした文書ではない。
中世に発達し、人名を記した「交名注文」や調達すべき物資の明細を記した「支度注文」、合戦時に負傷した者や負傷の状況を記した「合戦手負注文」、討ち取った敵の首について記した「分捕頸注文」などがあった。
文献的には軍記物である『源平盛衰記』27巻（14世紀）に「おのおの聞書きの注文に～」と記され、確認される。

## 注文による研究

### 軍事
「合戦手負注文」の研究によって、中世当時の戦傷率が解明でき、南北朝（14世紀）の合戦においては、7 - 8割が弓矢による負傷とわかっている。全31頭の軍馬の戦傷も記録されているが、その内、61%は矢、白兵戦による切り傷は35％、刺し傷は3％となっており、こちらも矢による負傷率が高い。一方、致死率は矢の場合は低く、太刀・薙刀による切り傷や槍による刺し傷は高くなっている。
また、後世の軍忠状との比較によって、鉄砲登場後の戦傷率の変化もわかり、永禄6年から慶長5年の間（1563年 - 1600年）の軍忠状による分析では、鉄砲による負傷が45%、弓矢・石・礫が27%、槍[・刀は28%と、注文の記述は合戦での武器の主流の変化の解明に貢献している。
しかし、受け身側のみの記録であり、死因はほとんど不明で、特に攻撃側の状況に関しては一切不明である。そのため戦闘法の変化などを解明するのには不完全であり、攻撃側の状況を把握する必要がある。また記録対象は士分以上に限られ、雑兵や足軽、軍夫は対象外であること、亡国敗軍側は基本的に合戦手負注文や軍忠状を作成しないなど記録内容に偏りがある。
「首取り注文」に関しては、鎌倉終期から南北朝期（14世紀）にかけての『毛利家文書』を調べた本郷和人によれば、そのほとんどが「首一つ○○（人名、誰々が取った）」とあり、「首二つ○○」といった注文は稀であり、例外中の例外としており、それが14世紀の実態であったと個人的な見解を述べている。ただし、中世における首級は数ではなく、誰を討ち取ったかを重視した点や頭部と兜の重さ（合わせて10kgは軽く超える）を考慮すれば、多く運べたとは考えにくい。。

### 軍事以外
中世において、何らかの理由で家財道具を差し押さえられた場合、差し押さえた側がどういったものを差し押さえるかを検討し、目録として記した文書、または、差し押さえられた側が不当に感じて、どういったものを差し押さえられたかを書いた文書を、「雑物注文」、「色々物注文」という。一種の財産目録であり、時代時代の変化を研究できるが、近畿周辺のものが残り、東国や九州にはほとんど見られない。平安末期から鎌倉初期（12世紀末）では、烏帽子なども記されている。鎌倉末期から室町初期（14世紀）では、注文から若狭国で女性名主が多いことなどがわかっている。この時代となると農具・武具が多様化している。網野善彦が注目している点として、粟が記述されていることであり、庶民の常食としての位置が確認できる資料である。また14世紀中頃の百姓の注文の中には、太刀はないが、鑓が現れている一方、女性名主の注文の方には武具が無く、この時期に（少なくとも近畿圏の）女性の武装が無くなった可能性が示唆されている。

## 近代の商業
注文は、後には動詞化して、特定の物品の調達を依頼する（結果として依頼した相手によって依頼に関する注文を作成される）ことを「注文する」と言うようになった。近代の商取引では、物品の調達を依頼する一般用語として用いられる。なお、注文を出すことを「発注（はっちゅう）する」、注文を受けることを「受注（じゅちゅう）する」という。
『広辞苑』（岩波書店）には、「注文生産」や「注文帳」の項目がある。